# Spring Creek Township (comté de Shannon, Missouri)
Spring Creek Township est un ancien township, situé dans le comté de Shannon, dans le Missouri, aux États-Unis,.